# Resolutie 334 Veiligheidsraad Verenigde Naties
Resolutie 334 van de Veiligheidsraad van de Verenigde Naties werd bijna unaniem aangenomen. Dat gebeurde op de 1727ste
vergadering van de Raad op 15 juni 1973. China onthield zich als enige van stemming.

## Achtergrond
In 1964 hadden de VN de UNFICYP-vredesmacht op Cyprus gestationeerd na het geweld tussen de twee bevolkingsgroepen op het eiland. Deze was tien jaar later nog steeds aanwezig toen er opnieuw geweld uitbrak nadat Griekenland een staatsgreep probeerde te plegen en Turkije het noorden van het eiland bezette.

## Inhoud
De Veiligheidsraad merkte op dat de Secretaris-Generaal, in zijn rapport, een vredesmacht nog steeds noodzakelijk vond. Ook werd opgemerkt dat de regering van Cyprus de VN-vredesmacht noodzakelijk vond. De Veiligheidsraad merkte, in recente rapporten, ontwikkelingen op het eiland op.
De Veiligheidsraad herbevestigde de resoluties 186, 187, 192, 194, 198, 201, 206, 207, 219, 220, 222, 231, 244, 247, 254, 261, 276, 274, 281, 291, 293, 305, 315 en 324. Ook werd de consensus bevestigd die was uitgedrukt door de president van de 1143ste en 1383ste vergadering;
Betrokken partijen werden opgeroepen om terughoudend te handelen, naar de resoluties van de VN-veiligheidsraad.
De aanwezigheid van VN-vredestroepen in Cyprus, resolutie 186 (1964), werd verlengd met een periode van zes maanden, eindigend op 15 december 1973.

## Verwante resoluties
- Resolutie 343 Veiligheidsraad Verenigde Naties
- Resolutie 349 Veiligheidsraad Verenigde Naties

Lijst ·  325 ·  326 ·  327 ·  328 ·  329 ·  330 ·  331 ·  332 ·  333 ·  334 ·  335 ·  336 ·  337 ·  338 ·  339 ·  340 ·  341 ·  342 ·  343 ·  344